# ALIMA
ALIMA (qui signifie en anglais « The Alliance for International Medical Action ») est une organisation médicale humanitaire créée en 2009. ALIMA est présente dans 11 pays d’Afrique, et son siège opérationnel se trouve à Dakar, Sénégal. En France, ALIMA est enregistrée comme association loi de 1901 et son siège se situe dans le 11e arrondissement de Paris. L’association est également enregistrée au Royaume-Uni, aux États-Unis et en Australie.
ALIMA a pour objectif de produire des secours médicaux lors de situations d'urgences ou de catastrophes médicales en fondant son mode opératoire sur le partenariat, principalement avec des acteurs humanitaires nationaux et des instituts de recherche. En mutualisant et en capitalisant leurs compétences, ALIMA et ses partenaires permettent l'accès à des soins de qualité au plus grand nombre de bénéficiaires et contribuent à l'amélioration des pratiques de médecine humanitaire à travers des projets de recherche opérationnelle.

## Histoire
ALIMA a été fondée en 2009 par une équipe d'experts de l'aide humanitaire médicale, dont d'anciens cadres de Médecins Sans Frontières. ALIMA a commencé ses opérations en 2009 au Niger, en partenariat avec l'ONG médicale nigérienne BEFEN (Bien-être de la femme et de l'enfant au Niger). La situation sanitaire du pays, qui connaît des crises nutritionnelles importantes, ainsi que l'expulsion d'ONG internationales ont encouragé ALIMA à faire le lien entre ONG nationales et internationales d'une part, et instituts de recherches d'autre part. 
En 2010, ALIMA intervient sur place dès le lendemain du tremblement de terre survenu le 12 janvier 2010 en Haïti. En partenariat avec l'ONG française La Chaîne de l'Espoir, ALIMA mène une première évaluation des besoins en ressources médicales et fournit un soutien logistique, technique et opérationnelle à la Clinique privée Lambert de Port-au-Prince pour permettre à plus de 1 500 blessés de recevoir une intervention chirurgicale. En 2010, ALIMA lance son premier projet de recherche, Sutra² sur la comparaison de la prise en charge à apporter (amputation ou chirurgie) lors du traumatisme d'un membre à la suite d'une catastrophe naturelle. En 2012 et en 2013 en Haïti, ALIMA a répondu aux deux épidémies de choléra successives et pris en charge plus de 20 000 patients.
Depuis, ALIMA est intervenue lors de nombreuses crises humanitaires et urgences sanitaires essentiellement en Afrique, notamment au Mali à partir de 2011, puis au Tchad et au Burkina Faso en 2012 durant les épidémies de choléra en République démocratique du Congo en 2011 et d'Ebola en Guinée en 2014-2016. En décembre 2014, ALIMA a ouvert un Centre de Traitement Ebola à Nzérékoré proche de l'épicentre de l'épidémie. ALIMA  a participé à partir du 26 décembre 2014 à l'essai JIKI pour l'évaluation d'un traitement contre Ebola, le Favipiravir. La réponse d'ALIMA à l'épidémie d'Ebola qui a sévi en Afrique de l'Ouest a été récompensée par le prix de l'Union européenne pour la santé. En 2017, ALIMA ouvre des premiers projets au Nigeria puis au Soudan du Sud. En 2018 et 2019, ALIMA répond aux épidémies de fièvre de Lassa au Nigéria et d'Ebola en RDC, déclarée urgence de santé publique de portée internationale par l'OMS le 17 juillet 2019.
Face à des besoins humanitaires croissants, ALIMA continue son développement : de 10 employés en 2009, ALIMA en compte environ 2 000  en 2023. Depuis sa création, ALIMA a soigné plus de 13 millions de patients.

## Mode opératoire
ALIMA propose un nouveau mode opératoire basé sur le partenariat avec des acteurs médicaux nationaux dont le savoir-faire est complémentaire pour améliorer l’efficacité des interventions. Ce modèle est appelé Alliance Non Gouvernementale ou ANG, pour le différencier d'ONG (Organisation Non Gouvernementale). En 2012, ALIMA et cinq ONG nationales (BEFEN au Niger, Alerte Santé au Tchad, AMCP au Mali, Keoogo et SOS Médecins au Burkina Faso) se sont unies pour créer une plateforme d’ONG médicales au Sahel. Ces ONG sont représentées au plus haut niveau de la gouvernance d’ALIMA et siègent au Conseil d’Administration. 
C’est cette organisation en réseau avec des ONG nationales et des instituts de recherche, à l’encontre des schémas humanitaires classiques, qui permet d’avoir le plus grand impact possible dans les zones à très forte mortalité.

## Présence
ALIMA situe son intervention en Afrique subsaharienne. Présente dans onze pays (Guinée, Mali, Cameroun, Burkina Faso, Niger, Nigéria, Tchad, République Centrafricaine, République démocratique du Congo, Soudan du Sud et Mauritanie), ses zones d'intervention ont évolué depuis sa création en fonction des besoins médicaux dans des pays en situation de crise humanitaire. 
Les crises épidémiques telles qu'Ebola en Guinée (2014-2016) et en RDC (2018-2019), ou encore de fièvre de Lassa au Nigéria (2018-2019) entraînent une concentration des efforts de l'ONG face à ces épidémies mortelles. En 2019, plus de 1000 staffs ALIMA ont été mobilisés pour réponse à l'épidémie d'Ebola en RDC. ALIMA intervient également dans des zones de conflit, dont le Lac Tchad pour venir en aide aux populations déplacées, ainsi qu'au Sahel face à la dégradation sécuritaire récente. 
D'importantes crises médicales peuvent amener l'ONG à étendre son action à de nouveaux pays. La crise sanitaire entraînée par la guerre civile au Soudan du Sud ont incité l'ONG à y étendre son action en 2017. 

## Champs d'intervention

### Malnutrition et réduction de la mortalité infanto-juvénile
ALIMA et ses partenaires développent des interventions curatives et préventives afin de réduire les risques de malnutrition aiguë dans ses zones d’intervention et de prévenir en amont les pics saisonniers de malnutrition. ALIMA a ainsi soigné plus de 110 000 enfants atteints de malnutrition aiguë sévère en 2018 selon les chiffres de l'ONG. 
Depuis 2011 au Niger, ALIMA a formé les mères à la détection de la malnutrition chez leurs enfants en utilisant un bracelet tricolore (MUAC), mesurant le périmètre du bras de l’enfant, un indicateur clé de son état nutritionnel. Ce programme de prévention a permis de passer d’une approche basée sur l’urgence à une approche préventive, et a été adoptée par plusieurs  autorités locales au Niger, ainsi que par UNICEF et d’autres organisations et ONG. ALIMA met aussi en œuvre d'autres projets innovants tels que le projet 1 000 jours au Niger ou Opti-Ma au Burkina.

### Santé maternelle
Dans les terrains d'intervention d'ALIMA, les mères et leurs enfants sont souvent les populations les plus fragiles. Pour cette raison, ALIMA développe avec ses partenaires plusieurs activités tournées vers la santé maternelle : prise en charge, consultations pré-natales, suivi de grossesse, accouchements, etc.

### Réponse aux épidémies et urgences sanitaires
Lors d'une épidémie, d'un conflit ou d'une catastrophe naturelle, les risques de mortalité sont élevés pour les populations, notamment les femmes et les enfants. La saturation des systèmes de santé peut alors être rapide. ALIMA déploie depuis 2009 une assistance médicale dans des situations d'urgence humanitaire. ALIMA est ainsi intervenu sur des épidémies de cholera en Haïti (2010 et 2011) ou en RDC, sur des épidémies de rougeole (Niger, RDC, Tchad), et sur les épidémies d'Ebola en Guinée en 2014-2016 et en RDC (2018, 2019,2020).  
ALIMA travaille aussi en zone de conflit comme au Nord Mali dans la région de Tombouctou pendant la guerre du Mali, au Nord Nigeria dans l'État de Borno, ou en République Centrafricaine à Boda et Bimbo. 
Pour répondre à la pandémie de COVID-19 qui a également touché l’Afrique dès mars 2020, ALIMA a mis en place une riposte en deux volets : prendre en charge des cas de COVID-19 dans 6 pays prioritaires (Sénégal, RDC, Burkina Faso, Cameroun, Tchad, Guinée) ainsi que protéger les patients et les soignants de leurs programmes existants dans tous leurs pays d’intervention.

### Recherche clinique et opérationnelle
ALIMA a pour ambition de transformer la médecine humanitaire. Alors que la recherche en médecine humanitaire est largement insuffisante, les besoins sont croissants. Pour proposer des solutions innovantes et durables aux situations d’urgence et aux maladies négligées, ALIMA construit des partenariats avec des acteurs nationaux et internationaux de la recherche médicale et en santé, à l'instar de l'Inserm en France, du NIH aux États-Unis, de l'université d'Oxford au Royaume Uni. 
ALIMA a ainsi mené des recherches pour évaluer l'impact d'une nouvelle technique de diagnostic de la malnutrition aigüe en donnant aux mères un ruban coloré utilisé pour mesurer le périmètre bracchial (projet PB mères). ALIMA a aussi mené le projet Treatfood au Burkina Faso avec l'université de Copenhague. Sur les maladies infectieuses, ALIMA a mené plusieurs projets sur les fièvres hémorragiques virales comme Ebola ou la fièvre de Lassa.  
Présente sur l'épidémie d'Ebola en RDC depuis son déclenchement, ALIMA y a mené un essai randomisé contrôlé afin d'évaluer plusieurs traitements pour soigner et lutter contre Ebola, en partenariat avec les acteurs internationaux de la recherche médicale. Il s'agit d'un essai clinique mené en zone de conflit. En août 2019, les équipes de chercheurs annoncent avoir identifié deux traitements efficaces contre Ebola. 

#### Chambre d'urgence biosécurisée pour épidémies (CUBE)
Entre 2015 et 2016, l'Afrique de l'Ouest connaît la pire épidémie d'Ebola jamais enregistrée, avec plus de onze mille décès. 
Tirant des leçons de son intervention sur l'épidémie, ALIMA a développé, en lien avec l'entreprise de biosécurité Securotec, une Chambre d'Urgence Biosécurisée pour les Epidémies, connue sous le nom de CUBE. La CUBE est une unité de soins autonome et facilement transportable de traitement pour les maladies hautement infectieuses. Le dispositif est une chambre en PVC transparent doté de parois équipées de manchons et de combinaisons intramurales. Cela permet aux équipes médicales d'avoir accès aux patients sans utiliser les combinaisons jaunes, appelées Equipements de Protection Individuelle (EPI). 
Parmi les nombreux avantages apportés par cette innovation, la CUBE permet d'améliorer la protection des agents de santé lors des soins, tout en permettant aux équipes médicales d'assurer une surveillance continue du patient en réduisant les risques de contamination, de stigmatisation et d'accès aux membres de la famille.